# 王氏
王氏（おうし、わんし）は
1. 中国などにおける氏族の一つ。新を建てた王莽の一族の他、前漢から後漢末〜三国時代の貴族・琅邪王氏[1]と太原王氏[2]、高麗の王族（開城王氏）などが特に知られる。1392年に高麗の有力兵士である李成桂が高麗を滅ぼし、李氏朝鮮を建国以降、旧王族関係者だとして朝鮮半島内で撲滅対象にされていた。
2. 日本における王氏は諸王の集団であり、令制では二世から四世まで（後に五世）までの皇族を範囲としていた。

## 中国の王氏
現代の中華人民共和国では王はもっとも多い姓であり、2020年の第7回中華人民共和国全国人口調査（国勢調査）に基づく姓氏統計によると1億183.22万人がいる。北方各省においては第1位の姓で、特に東北部の吉林省と遼寧省では省の総人口の10%以上を占める。一方、台湾の2018年の統計では第6位で、967,622人がいる。
広東語や呉語で「黄」と同音であるため、「横3本の王」「画数3の王」などと呼ぶことが多い。特に「黄」が2番目に多い名字である広東語圏では「黄」と勘違いされることが多い。

### 起源
- 姫姓王氏
  - 琅邪王氏、太原王氏などの始祖は東周霊王の太子・姫晋とされる。[8]姫晋は王位継承前に死去（『春秋左氏伝』）、あるいは廃され（『新唐書』）[9]、王位は弟の姫貴（景王）が継承した。姫晋の子孫の家は「王家」と呼ばれ、その呼称が氏になったと伝える。この系統が最も著名であるが、別に周の文王の第十五子畢公高や、戦国時代の信陵君の末裔も王家の末裔であるから王氏を称したと言う。[10]

- 子姓王氏
  - 殷の王族の一門である。汲郡の王氏は比干の末裔だという。[11]
- 嬀姓王氏
  - 舜の子孫である。北海王氏・陳留王氏がこれであるという。[12]
- 他
  - 魏晋南北朝時代以降に漢化した異民族出身者が名乗り始めた例も多く、完顔氏からの改姓の例などが知られている。

### 琅邪王氏
秦の将軍王離の長子の王元の末裔といわれる王吉を祖とし琅邪郡臨沂県を本貫とする。太原王氏は同族にあたると伝わる。

#### 王吉
```
　　　　　　　　　　　
王吉

　　　　　　　　　　　┃
　　　　　　　　　　　
王駿

　　　　　　　　　　　┃
　　　　　　　　　　　
王崇

　　　　　　　　　　　┃
　　　　　　　　　　　
王遵

　　　　　　　　　　　┃
　　　　　　　　　　　
王音

　　　　　　　　　　　┃
　　　　　　　　　　　┣━━━━┓
　　　　　　　　　　　┃　　　　┃
　　　　　　　　　　　
王仁
[
14
]
　　王時
　　　　　　　　　　　┃
　　　　　　　　　┏━┻━┓
　　　　　　　　　┃　　　┃
　　　　　　　　　
王融
　　
王叡

　　　　　　　　　┃
　　　　　　　┏━┻━┓
　　　　　　　┃　　　┃
　　　　　　　
王覧
　　
王祥

　　　　　　　┃
　┏━━┳━━┻━┳━━━━━┳━━━━━┓
　┃　　┃　　　　┃　　　　　┃　　　　　┃
　
王彦
　
王基
　　　
王会
　　　　
王正
　　　　
王裁

　　　　┃　　　　┃　　　　　┃　　　　　┃
　　┏━┻━┓　　┃　　┏━━╋━━┓　　┃
　　┃　　　┃　　┃　　┃　　┃　　┃　　┃
　　
王敦
　　
王含
　
王舒
　
王彬
　
王廙
　
王曠
　
王導

　　　　　　　　　　　　　　　　　　┃
　　　　　　　　　　　　　　　　┏━┻━┓
　　　　　　　　　　　　　　　　┃　　　┃
　　　　　　　　　　　　　　　
王籍之
　
王羲之

　　　　　　　　　　　　　　　　　　　　┃
　　　　　　　　┏━━━┳━━━┳━━━╋━━━┳━━━┳━━━┓
　　　　　　　　┃　　　┃　　　┃　　　┃　　　┃　　　┃　　　┃
　　　　　　　
王献之
　
王操之
　
王徽之
　
王粛之
　
王渙之
　
王凝之
　
王玄之

　　　　　　　　┃　　　　　　　┃
　　　　　　　
王靖之
　　　　　
王楨之

　　　　　　　　┃　　　　　　　┃
　　　　　　　
王悦之
　　　　　　
?

　　　　　　　　　　　　　　　　┃
　　　　　　　　　　　　　　　　?
　　　　　　　　　　　　　　　　┃
　　　　　　　　　　　　　　　　?
　　　　　　　　　　　　　　　　┃
　　　　　　　　　　　　　　　　
王法極（智永）
```

#### 王雄
```
　　　王某
　　　┃
　　　
王雄

　　　┃
　┏━┻━┓
　┃　　　┃
　
王乂
　　
王渾

　┃　　　┃
　
王衍
　　
王戎

　┃　　　┃
　
王玄
　　┃
　　　┏━┻━┓
　　　┃　　　┃
　　
王万
　　 
王興
```

#### 王導
```
　　　　　　　　
王導

　　　　　　　　┃
　┏━━┳━━┳┻━┳━━┳━━┓
　┃　　┃　　┃　　┃　　┃　　┃
　
王薈
　
王劭
　
王協
　
王洽
　
王恬
　
王悦

　　　　　　　　　　┃
　　　　　　　　┏━┻━┓
　　　　　　　　┃　　　┃
　　　　　　　　
王珉
　　
王珣

　　　　　　　　　　　　┃
　　　　　　　┏━━━┳┻━┳━━┓
　　　　　　　┃　　　┃　　┃　　┃
　　　　　　　
王孺
　
王曇首
　
王柳
　
王弘

　　　　　　　　　　　┃　　　　　┃
　　　　　　　　　　
王僧虔
　　　　
王僧達

　　　　　　　　　　　┃　　　　　┃
　　　　　┏━━┳━━╋━━┓　　┃
　　　　　┃　　┃　　┃　　┃　　┃
　　　　　
王彬
　
王楫
　
王志
　
王慈
　
王道琰

　　　　　　　　┃　　　　　　　　┃
　　　　　　　　
王筠
　　　　　　　
王融
```

### 太原王氏
上記の王離の次子の王威を祖とする氏族で、琅邪王氏とは同族と伝わる。後漢末期の王允とその甥である王淩などが著名である。

## 朝鮮における王氏
王（ワン、朝鮮語: 왕）は、朝鮮人の姓の1つ。2015年の国勢調査によると韓国の王氏は25,565人。高麗の国姓。

### 著名な人物
- 王山岳 - 高句麗の音楽家。
- 王仁 - 百済から日本に渡航した渡来人。
- 王建 - 高麗の太祖。
- 王字之（朝鮮語版） - 高麗の文臣。
- 王相殷 - 韓国の実業家、国会議員。
- 王鍾根（朝鮮語版） - 韓国のアナウンサー。
- 王己春 - 韓国の柔道家。
- チョン・ジヒョン - 韓国の女優。本名は王智賢（ワン・ジヒョン）。
- ワン・ビンナ - 韓国の女優。

### 歴史

#### 三国時代
百済には、王仁、王保孫、王柳貴、王道良、王茂、王辯那、王孝隣などの王氏がいる。また、高句麗には、王山岳、王高徳、王仲文などの王氏がいるが、三国時代の王氏は、314年頃に高句麗が楽浪郡・帯方郡を滅ぼした後、三国に帰投した楽浪郡で勢力を張った中国系豪族・楽浪王氏の遺民とみられる。

#### 高麗
朝鮮半島で918年に王建が建国した高麗では、王氏は王族として栄え、家臣にも王姓を下賜（かし）したため、高麗末期には王氏の人口に占める割合は大きかったという。

#### 李氏朝鮮以降
ところが、高麗を滅ぼし李氏朝鮮を建国した李成桂は、1394年に旧高麗勢力の叛乱を懸念し、主だった高麗王族を殺害した上で王族の血をひく王氏（開城王氏）を一ヶ所に集め皆殺しにした。生き残った者は、姓を玉、全、田などに改めて逃げのびたという伝承がある。また、かつて王姓を与えられた家もすぐさま元の姓に戻している。李氏朝鮮の体制が盤石になった後も王氏の摘発と弾圧は形骸化しながらも続き、17世紀になって中国系の済南王氏が帰化するまで解かれなかった。

### 氏族
2015年の国勢調査によると韓国の人口約5200万人の内、17世紀に李氏朝鮮時代に帰化した数系統の中国系王氏が存在するものの王氏人口は僅か2万5565人（うち王建を本貫の始祖している開城王氏は2万2452人）である。
| 氏族（地域） | 創始者 | 人数（2015年） |
| ------------ | ------ | -------------- |
| 江陵王氏     |        | 24             |
| 開城王氏     | 王国祖 | 22,452         |
| 慶州王氏     |        | 8              |
| 固城王氏     |        | 17             |
| 谷城王氏     |        | 36             |
| 光州王氏     |        | 15             |
| 求礼王氏     |        | 33             |
| 九老王氏     |        | 5              |
| 南原王氏     |        | 6              |
| 南泰王氏     |        | 10             |
| 達城王氏     |        | 8              |
| 潭陽王氏     |        | 9              |
| 大邱王氏     |        | 31             |
| 大田王氏     |        | 12             |
| 文登王氏     |        | 8              |
| 文城王氏     |        | 17             |
| 密陽王氏     |        | 7              |
| 釜山王氏     |        | 16             |
| 山東王氏     |        | 113            |
| 城南王氏     |        | 12             |
| 松都王氏     |        | 634            |
| 松岳王氏     |        | 18             |
| 水原王氏     |        | 14             |
| 順興王氏     |        | 9              |
| 牙山王氏     |        | 8              |
| 安東王氏     |        | 7              |
| 安山王氏     |        | 26             |
| 陽川王氏     |        | 5              |
| 麗水王氏     |        | 6              |
| 霊城王氏     |        | 6              |
| 龍仁王氏     |        | 5              |
| 雲南王氏     |        | 16             |
| 蔚山王氏     |        | 11             |
| 閏城王氏     |        | 7              |
| 宜寧王氏     |        | 6              |
| 仁川王氏     |        | 41             |
| 長城王氏     |        | 7              |
| 全州王氏     |        | 34             |
| 済南王氏     |        | 595            |
| 済州王氏     |        | 55             |
| 堤川王氏     |        | 5              |
| 中南王氏     |        | 5              |
| 晋州王氏     |        | 8              |
| 昌原王氏     |        | 11             |
| 天安王氏     |        | 5              |
| 清寧王氏     |        | 10             |
| 清州王氏     |        | 17             |
| 土城王氏     |        | 5              |
| 坡平王氏     |        | 12             |
| 平沢王氏     |        | 5              |
| 漢陽王氏     |        | 254            |
| 海州王氏     |        | 38             |
| 華城王氏     |        | 6              |

## ベトナムにおける王氏
王（ヴオン、ベトナム語: Vương）は、ベトナムの姓の一つ。
- ヴオン・ディン・フエ - ベトナムの政治家。

## 日本における王氏
王氏は諸王の集団であり、令制では天皇の孫（二世）から皇玄孫（四世）までを範囲としていた。慶雲3年（706年）に五世王まで拡大されるが、貞観12年（870年）に諸王の数が429名に定められた。嵯峨天皇以降は臣籍降下が増え、諸王の数は減少する。推挙は第一親王（親王の中で官位の最も高い者）の役割だったが、院政期になると法親王制の確立により親王がいなくなり、花山天皇の子孫で神祇伯を世襲した白川伯王家が、是定（王氏長者）として氏爵を行うようになった。

### 沖縄県の王氏
沖縄県では、琉球国時代の1392年に久米三十六姓と呼ばれる華僑集団が、当時は沿岸の島だった那覇の久米村に移住し交易に携わった。琉球への定住帰化後も1650年まで数百年間、中国式の習俗を続けていたという。これらの中国系住民のうちに福建省出身の王氏があった。沖縄では中国式の姓（唐名）と日本式の名字（大和名）を一族の名乗りとし、王氏国場家といったように称する。王氏の子孫の門中には國場、小渡、新崎、上運天、仲宗根などの各家がある。